# Quan hệ Đức – Israel

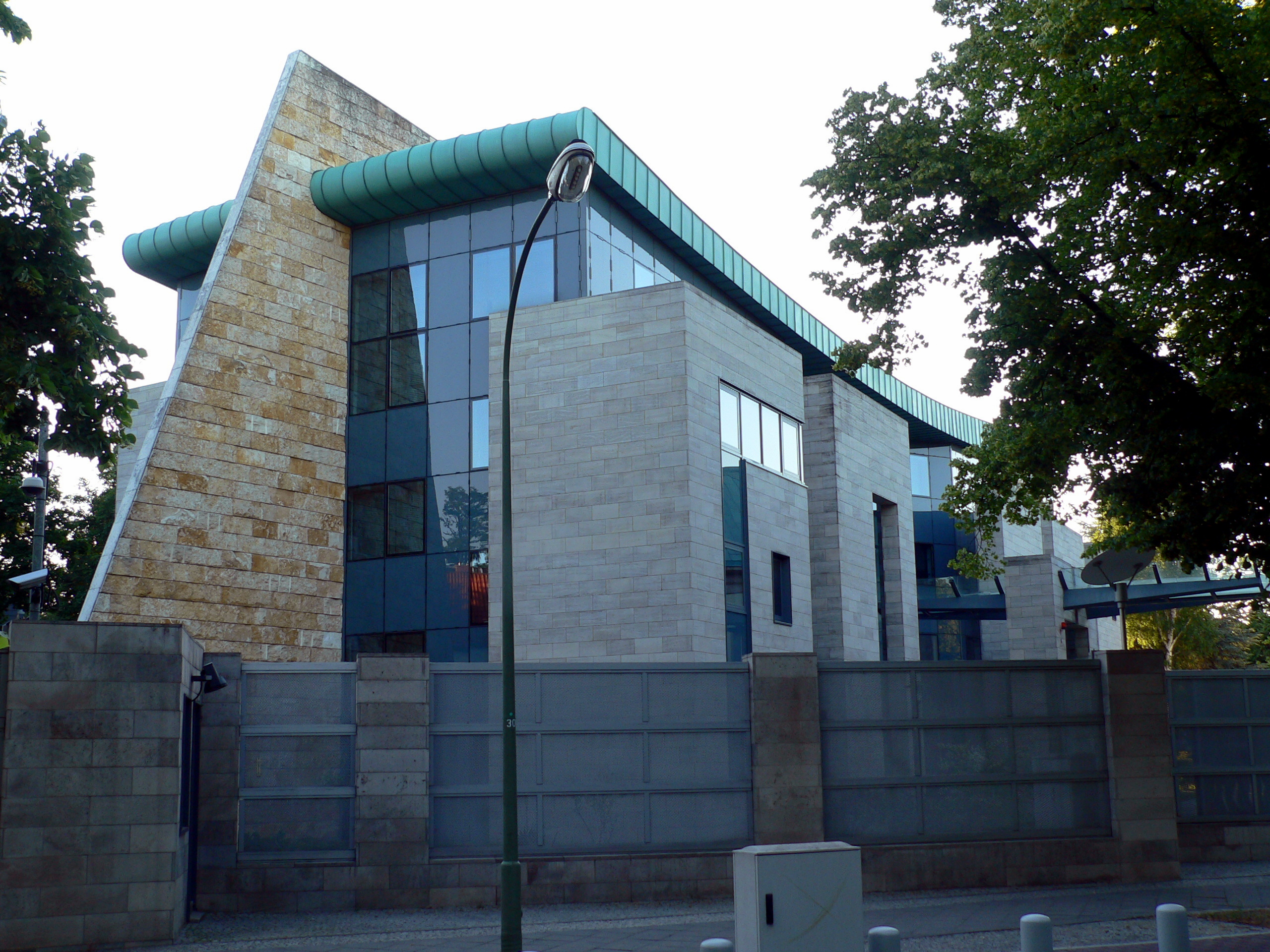
Đại sứ quán Israel tại Berlin, Đức

Quan hệ giữa Đức và Israel đề cập đến mối quan hệ ngoại giao giữa Cộng hòa Liên bang Đức và Nhà nước Israel. Sau khi Thế chiến II và Holocaust kết thúc, mối quan hệ dần tan băng khi Tây Đức đề nghị trả khoản tiền bồi thường cho Israel vào năm 1952  và quan hệ ngoại giao được chính thức thiết lập vào năm 1965. Tuy nhiên, sự ngờ vực sâu sắc về người Đức vẫn lan rộng ở Israel và cộng đồng người Do Thái trên toàn thế giới trong nhiều năm sau đó.
Ngược lại, mối quan hệ giữa Đông Đức và Israel không bao giờ được thiết lập. Israel và Đức hiện duy trì một "mối quan hệ đặc biệt" dựa trên niềm tin chung, các giá trị dân chủ và văn hóa phương Tây cộng với sự kết hợp của các quan điểm lịch sử. Những yếu tố quan trọng nhất trong quan hệ của họ là diệt chủng người Do Thái ở châu Âu trong Holocaust do Đức Quốc Xã tiến hành.
Đức đặt đại sứ quán của mình ở Tel Aviv, Israel và các lãnh sự quán danh dự ở Eilat và Haifa. Israel cũng đặt đại diện của mình tại Đức thông qua đại sứ quán tại Berlin và tổng lãnh sự quán tại Munich. Cả hai nước đều là thành viên đầy đủ của Tổ chức Hợp tác và Phát triển Kinh tế và Liên minh Địa Trung Hải.

## So sánh một vài thông tin giữa hai quốc gia
|                                | Đức | Israel                                      |
| ------------------------------ | --- | ------------------------------------------- |
| Cờ                             | |                                             |
| Quốc huy                       | |                                             |
| Dân số                         | 82.800.000 (2018) | 8.904.280 (2018)                            |
| Khu vực                        | 357.386 km2 (137.988 dặm vuông Anh)                                                                                           | 20.770 km2 (8.019 dặm vuông Anh)            |
| Mật độ dân số                  | 232/km2 (601/sq mi) | 403/km2 (1.044/sq mi)                       |
| Thủ đô                         | Berlin | Jerusalem                                   |
| Thành phố lớn nhất             | Berlin 3.710.156 (5.950.000 Tàu điện ngầm)                                                                                    | Jerusalem 901.302 (1.253.900 tàu điện ngầm) |
| Khu vực tàu điện ngầm lớn nhất | Ruhr 10.680.783 | Tel Aviv-Yafo 3.854.000                     |
| Chính quyền                    | Cộng hòa đại nghị | Cộng hòa đại nghị                           |
| Nguyên thủ quốc gia đ          | Theodor Heuss | Chaim Azriel Weizmann                       |
| Nguyên thủ quốc gia đầu tiên   | Frank-Walter Steinmeier | Reuven Rivlin                               |
| Ngôn ngữ chính thức            | tiếng Đức | Tiếng Do Thái                               |
| Các nhóm dân tộc               | 80% người Đức, 2% người Ba Lan, 1% người Ý 5,5% người Thổ Nhĩ Kỳ, 3% người Đông Á, 1% người Mỹ, 2,5% người Nga, 5% người khác | 75,4% người Do Thái, 20,6% Ả Rập, 4,1% khác |
| GDP (danh nghĩa)               | 4,33 nghìn tỷ đô la Mỹ (48,669 đô la trên đầu người)                                                                          | 305 tỷ USD (38.004 USD / người)             |
| Chi tiêu quân sự               | 40,7 tỷ USD (1,2% GDP) | 23,2 tỷ USD (7,6% GDP)                      |
| Quân đội                       | 221.000 | 176.500                                     |
| Khả năng giao tiếp Anh ngữ     | 56% | 84,97%                                      |
| Lực lượng lao động             | 45.900.000 | 4.198.000                                   |

## Lịch sử

### Thỏa thuận bồi thường

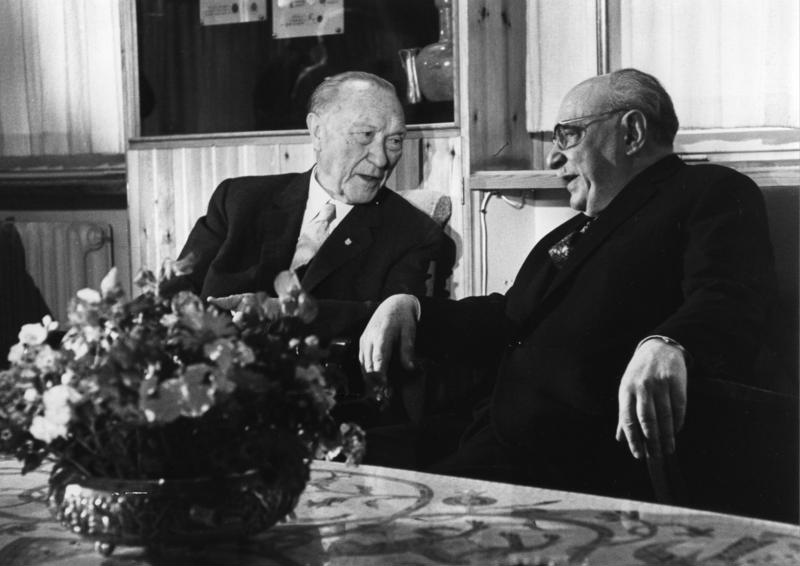
Cuộc họp của Konrad Adenauer với Zalman Shazar ở Israel

Đầu những năm 1950, các cuộc đàm phán đã được tiến hành giữa Thủ tướng Israel David Ben-Gurion, Chủ tịch Hội nghị Yêu sách Do Thái Nahum Goldmann, và Thủ tướng của Tây Đức Konrad Adenauer. Vì sự nhạy cảm của việc chấp nhận bồi thường, quyết định này đã được tranh luận dữ dội trong Knesset của Israel. Năm 1952, Thỏa thuận bồi thường được ký kết.
Nói chung, tính đến năm 2007, Đức đã trả 25 tỷ euro tiền bồi thường cho nhà nước Israel và cá nhân những người sống sót sau thảm sát người Do Thái.
Năm 1950, Hermann Maas trở thành người Đức đầu tiên được mời chính thức tới Israel. Nhưng phải mất mười lăm năm nữa quan hệ giữa hai nước được hoàn toàn bình thường hóa. Quan hệ ngoại giao chính thức giữa Tây Đức và Israel đã được thiết lập vào ngày 12 tháng 5 năm 1965. Kể từ thời điểm đó, các chuyến thăm nhà nước lẫn nhau thường xuyên xảy ra, mặc dù trong nhiều năm, các mối quan hệ bị ảnh hưởng bởi thực tế là người Do Thái cả trong và ngoài Israel vẫn duy trì sự ngờ vực sâu sắc đối với chính quyền và người dân Đức.
Chuyến thăm chính thức đầu tiên của Tổng thống Đức Roman Herzog bên ngoài châu Âu là tới Israel năm 1994. Thủ tướng Israel Ehud Barak là nhà lãnh đạo nước ngoài đầu tiên được tiếp đón tại thủ đô Berlin sau khi chính phủ Đức dời khỏi Bonn năm 1999. Thủ tướng Đức Gerhard Schröder đã đến thăm Israel vào tháng 10 năm 2000. Năm 2005, năm kỷ niệm 40 năm quan hệ ngoại giao, hai nguyên thủ quốc gia là Tổng thống Đức Horst Köhler và cựu Tổng thống Israel Moshe Katsav đã trao đổi các chuyến thăm cấp nhà nước.

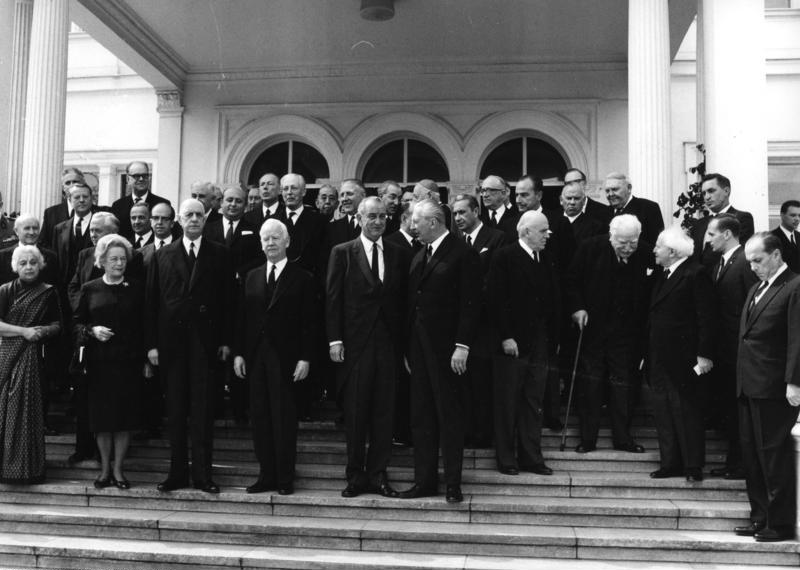
Ben-Gurion tham dự lễ tang của Adenauer ở Bonn

Hai nước đã thiết lập một mạng lưới liên lạc giữa nghị viện, chính phủ và phi chính phủ, cũng như các mối quan hệ chiến lược và an ninh.
Vào ngày 30 tháng 1 năm 2008, phát ngôn viên của Thủ tướng Angela Merkel tuyên bố rằng các nội các của Đức và Israel sẽ gặp nhau ở Israel vào tháng 3 năm 2008, để vinh danh lễ kỷ niệm 60 năm của Israel.
Đây là lần đầu tiên nội các Đức gặp một nội các khác ngoài châu Âu. Cuộc họp chung dự kiến sẽ trở thành một sự kiện thường niên. Vào ngày 17 tháng 3 năm 2008, Merkel đã có chuyến thăm ba ngày tới Israel để đánh dấu kỷ niệm 60 năm của Israel. Thủ tướng Merkel và Thủ tướng Israel Ehud Olmert đã ký các thỏa thuận về một loạt các dự án về giáo dục, môi trường và quốc phòng. Merkel đã nói về sự ủng hộ của bà đối với nhà nước Do Thái trong bài phát biểu chưa từng có trước Knesset vào ngày 18 tháng 3 năm 2008 
Vào tháng 1 năm 2011, Merkel đã đến thăm Israel và gặp gỡ với Thủ tướng Benjamin Netanyahu và lãnh đạo đảng đối lập Kadima Tzipi Livni. Vào tháng 2 năm 2011, Netanyahu đã gọi cho Merkel để thảo luận về việc bỏ phiếu của Đức trong Hội đồng Bảo an Liên Hợp Quốc ủng hộ đề xuất của Palestine. Merkel đã nói với Netanyahu rằng ông đã làm bà thất vọng và không làm gì để tiến tới hòa bình. Để xua tan căng thẳng, Netanyahu đã được mời cho một chuyến thăm hòa giải đến Berlin vào giữa tháng 3 năm 2011
Vào tháng 9, Merkel đã chỉ trích Israel xây dựng các khu định cư mới ở Jerusalem và nói rằng giấy phép nhà ở mới đã làm dấy lên nghi ngờ về sự sẵn sàng đàm phán với người Palestine của Israel.
Đức là một trong 14 quốc gia đã bỏ phiếu chống lại tư cách thành viên UNESCO của Palestine vào tháng 10 năm 2011, trong bối cảnh sáng kiến Palestine 194. Khi Israel tuyên bố rằng các khu định cư xây dựng sẽ tiếp tục đáp trả những nỗ lực của Palestine nhằm tuyên bố đơn phương, Đức đe dọa sẽ ngừng giao hàng cho Israel các tàu ngầm có khả năng bắn đầu đạn hạt nhân.

## Thương mại

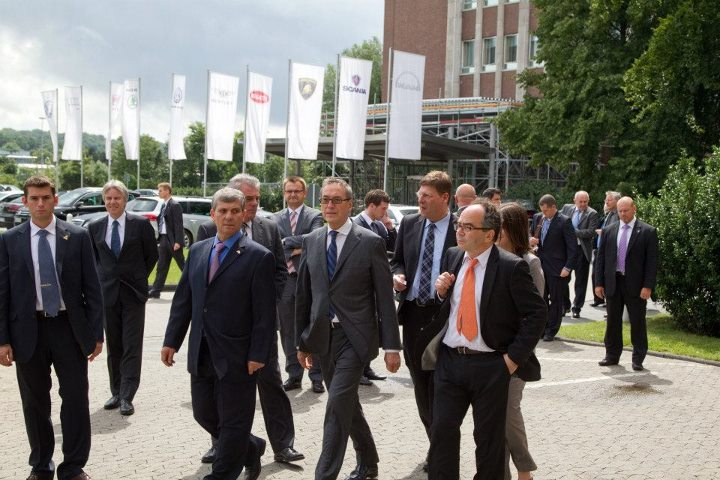
Bộ trưởng Thương mại Israel, Shalom Simhon, gặp gỡ các giới chức Đức

Đức là đối tác thương mại lớn nhất của Israel ở châu Âu và là đối tác thương mại quan trọng thứ hai của Israel sau Hoa Kỳ. Kim ngạch nhập khẩu từ Đức đạt 2.3 tỉ USD, trong khi Israel là đối tác thương mại lớn thứ tư của Đức ở khu vực Trung Đông/Bắc Phi.

## Các công trình văn hóa, khoa học và xã hội

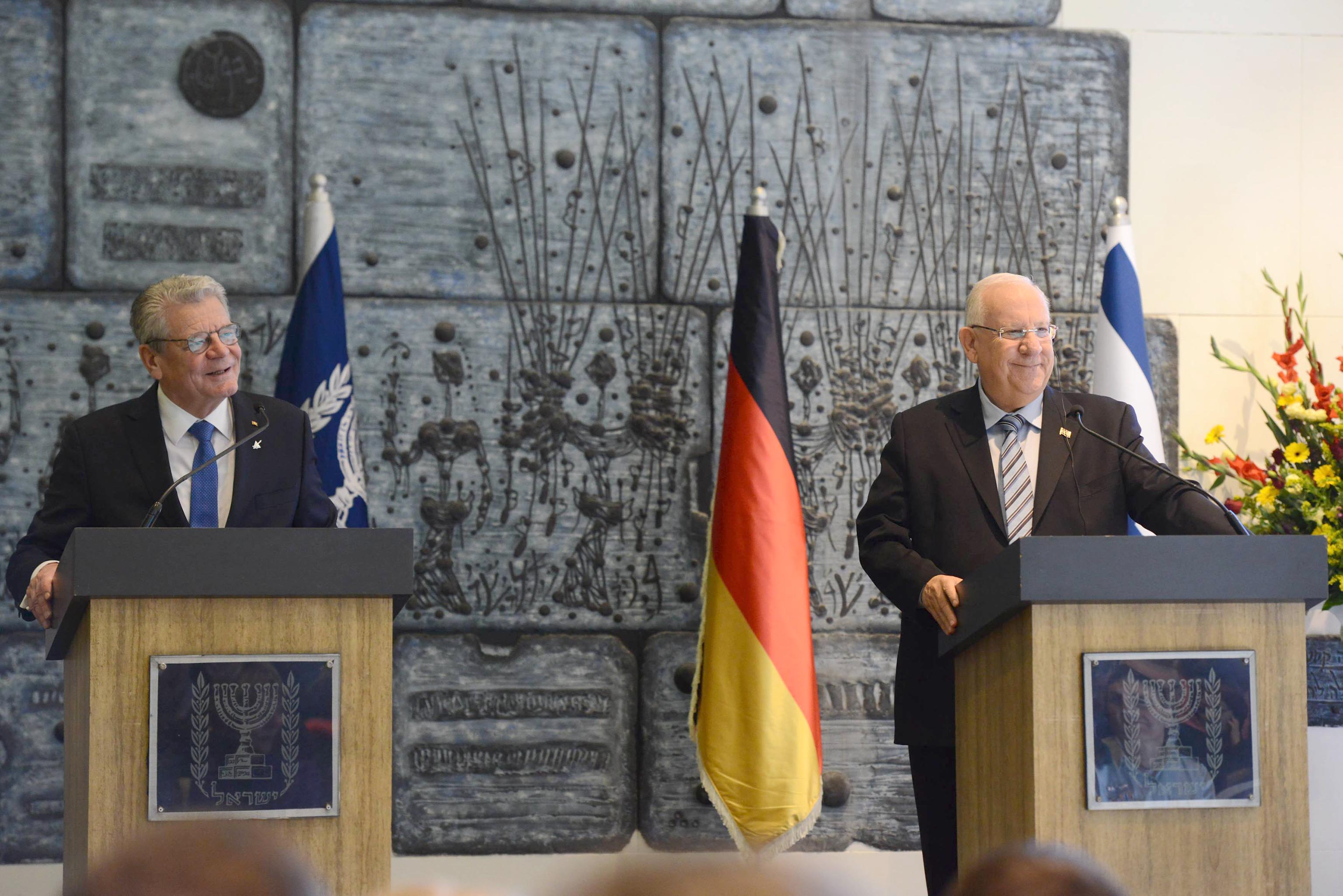
Tổng thống Đức Joachim Gauck họp báo với Tổng thống Israel Reuven Rivlin trong chuyến thăm Israel, tháng 12 năm 2015

Hai nước có mối quan hệ khoa học sâu rộng, với sự hợp tác về khoa học giữa các trường đại học Israel và Đức và sự phát triển của Hiệp hội Minerva. Trong chuyến thăm Tổng thống Katsav, Chủ tịch Bundestag Wolfgang Thierse đã thúc đẩy việc thành lập Văn phòng Thanh niên Đức – Israel theo mô hình của các văn phòng thanh niên chung của Đức với Pháp và Ba Lan - như một công cụ để giáo dục giới trẻ Đức và Israel về lịch sử tương ứng của họ và sự nhạy cảm của họ mối quan hệ. Quỹ Nghiên cứu và Phát triển Khoa học Đức (Israel) được thành lập vào năm 1986.

## Hợp tác về quân sự
Đức và Israel có hợp tác quân sự quan trọng và lâu dài. Từ năm 1959 đến 1967, Cộng hòa Liên bang Đức là nhà cung cấp thiết bị quân sự và vũ khí quan trọng cho Israel.
Tuy nhiên, sau năm 1965, khi Tây Đức từ bỏ thỏa thuận bán xe tăng cho Israel, Hoa Kỳ đã lấp đầy đơn đặt hàng bằng cách bán 210 xe tăng M48 Patton. Merkava 4 sử dụng động cơ V12 diesel làm mát bằng không khí MTU MB 873 Ka-501 của Đức được sản xuất theo giấy phép. Đức đã cung cấp cho Israel các tàu ngầm lớp Cá heo trong khi Đức sử dụng tên lửa chống tăng Spike do Israel thiết kế. Năm 2008, tiết lộ rằng Đức và Israel đã cùng phát triển một hệ thống cảnh báo hạt nhân, được đặt tên là Chiến dịch Bluebird, trong bí mật.
Mối quan hệ chặt chẽ này, được dịch thông qua thỏa thuận vũ khí và chia sẻ thông tin tình báo, đã phát triển thành niềm tin vững chắc và cuối cùng đặt nền tảng cần thiết cho việc thiết lập quan hệ ngoại giao.
Lần đầu tiên trong lịch sử quan hệ hai nước, chiến đấu cơ của Đức đã hạ cánh xuống sân bay Ovda ở Israel để tham gia cuộc tập trận Cờ Xanh vào năm 2017.